# Hyagnis fruhstorferi
Hyagnis fruhstorferi är en skalbaggsart som beskrevs av Stefan von Breuning 1966. Hyagnis fruhstorferi ingår i släktet Hyagnis och familjen långhorningar. Inga underarter finns listade i Catalogue of Life.